# Храм на Конкордия
Храмът Конкордия (на латински: Tempio Concordia) се намира на римският форум.
Храмът вероятно е построен от римския военачалник Марк Фурий Камил и е посветен на Конкордия, древноримска богиня на съгласието, като символ на края на разногласията между патриции и плебеи през 367 пр.н.е. До наши дни е оцеляла само една платформа, която е частично погребана под стълбата, водеща към Капитолия.